# Multicâmara

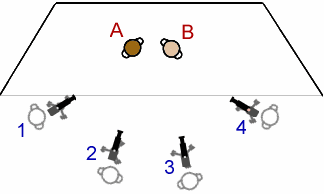
Multicâmara

Multicâmara (português europeu) ou multicâmera (português brasileiro) ou Câmeras Múltiplas (em inglês multicamera ou multiple-camera setup) é o nome empregado ao método de filmagem com a utilização de diversas câmeras para o mesmo evento, seja ele esportivo (como partidas de futebol), artístico (como filmes, Telenovelas e séries) ou telejornalístico. Essa disposição contrasta com o modelo de filmagem em Câmara única

## Funcionamento
Nesse sistema, várias câmeras são dispostas no set, registrando ou transmitindo simultaneamente diferentes ângulos da mesma cena. Geralmente, as câmeras centrais enquadram um panorama geral do ambiente e as câmeras dos extremos focalizam os personagens mais ativos em determinado instante.
Em TV, a escolha pelo uso de multicâmera na captação de determinado programa de televisão é feita pela produção ou pela direção, que geralmente adota este tipo de filmagem em programas onde o espaço entre o tempo de filmagem e de exibição é curto, já que a edição é feita em menos tempo. Esse sistema reduz os gastos na produção e no tempo destinado as gravações. Em compensação, muitos diretores consideram que o sistema multicâmara diminui a possibilidade de controle sobre cada imagem individual, e mesmo sobre o momento de cada corte.
É muito comum em telenovelas, seriados, programas e eventos ao vivo. É utilizado também em filmes, sendo que nestes é mais raro pois o sistema de Câmara única é mais empregado.